# Kirill (Pokrovskij)
Kirill (světským jménem: Leonid Nikolajevič Pokrovskij; * 5. srpna 1963, Miass) je ruský duchovní Ruské pravoslavné církve, arcibiskup a metropolita stavropolský a něvinnomyský.

## Život
Narodil se 5. srpna 1963 v Miassu. Jeho otec, dědeček a pradědeček byli kněžími. Jeho dědeček byl pronásledován a vězněn 5 let v pracovním táboře. Byl pokřtěn v chrámu Svaté Trojice v Miassu.
Roku 1970 nastoupil na střední školu a roku 1981 absolvoval školu pracující mládeže v Zagorsku.
V letech 1981–1983 sloužil v řadách Sovětské armády.
Roku 1984 nastoupil na Moskevský duchovní seminář, který dokončil roku 1988. Poté byl vyslán studovat na Sofijskou duchovní akademii v Bulharsku.
Dne 17. září 1989 byl v Trojicko-sergijevské lávře postřižen na monacha a přijal mnišské jméno Kirill na počest svatého Cyrila. Dne 21. září 1989 byl arcibiskupem dmitrovským Alexandrem (Timofejevem) rukopoložen na hierodiakona a 27. září na jeromonacha.
Roku 1990 započal dálkové studium na Moskevské duchovní akademii a vstoupil do kléru nižněnovgorodské eparchie.
Dne 28. prosince 1993 se stal představeným monastýru Zvěstování přesvaté Bohorodice v Nižném Novgorodu a rektorem Nižněnovgorodského duchovního učiliště.
Roku 1994 byl povýšen na igumena.
Dne 6. června 1995 byl v souvislosti přeměny učiliště na seminář jmenován jeho rektorem.
Od roku 1996 působil jako předseda Oddělení vzdělávání nižněnovgorodské eparchie a blagočinný monastýrů eparchie. Roku 2000 byl povýšen na archimandritu.
Roku 2004 byl osvobozen od funkce rektora, představeného monastýru a blagočiného a ustanoven blagočinným 1. Nižněnovgorodského, Vyksunského, Varnavinského a Urenského okruhu.
Od roku 2005 přednášel na Mezinárodní slovanské akademii.
Roku 2006 se stal rektorem Vyksunského duchovního učiliště.
Dne 10. října 2009 jej Svatý synod zvolil biskupem pavlovo-posadským a vikářem moskevské eparchie.
Dne 27. listopadu byl oficiálně jmenován biskupem a o dva dny později proběhla v chrámu Krista Spasitele v Moskvě jeho biskupská chirotonie. Světiteli byli patriarcha moskevský Kirill, metropolita petrský a chersonisoský Nektarios (Papadakis) (Krétská pravoslavná církev), metropolita krutický a kolomenský Juvenalij (Pojarkov), metropolita varněnský a velikopreslavský Kiril (Kovačev) (Bulharská pravoslavná církev), arcibiskup saranský a mordovský Varsonofij (Sudakov), arcibiskup istrijský Arsenij (Jepifanov), arcibiskup tomský a asinovský Rostislav (Děvjatov), arcibiskup verejský Jevgenij (Rešetnikov), arcibiskup vyšhorodský Pavlo (Lebiď), arcibiskup sergijevo-posadský Feognost (Guzikov), arcibiskup nižněnovgorodský a arzamaský Georgij (Danilov), biskup solněčnogorský Sergij (Čašin) a biskup podolský Tichon (Zajcev).
Dne 25. prosince 2009 byl potvrzen ve funkci představeného Donského monastýru.
Dne 5. března 2010 byl jmenován předsedou Synodního výboru pro interakci s kozáky.
Od prosince 2010 do roku 2011 spravoval chrámy Východního moskevského okruhu.
Dne 22. března 2011 se stal členem Vyšší církevní rady a biskupem stavropolským a něvinnomyským. Od 30. května 2011 začal působit také jako rektor Stavropolského duchovního semináře.
Dne 7. června 2012 byl Svatý synodem ustanoven hlavou nové stavropolské metropole a 18. července byl povýšen na metropolitu.
Dne 26. července 2012 byl osvobozen od funkce představeného Donského monastýru.
Dne 1. srpna 2012 byl rozhodnutím prezidenta Ruské federace včleněn do Rady pro záležitosti kozáků při prezidentu Ruska.
Dne 16. listopadu 2017 se stal čestným představeným chrámů Ikony Matky Boží "Utěšitelky" v Moskvě.
Dne 5. dubna 2023 byl jmenován předsedou Synodního oddělení pro interakci s ozbrojenými silami a donucovacími orgány.
Dne 4. května 2023 byl osvobozen od funkce čestného představeného a ustanoven čestným představeným patriarchálního podvorje při chrámu svatého Mikuláše v Zajaickém (Moskva).
Dne 16. května 2023 byl potvrzen ve funkci předsedy Synodního oddělení pro interakci s ozbrojenými silami a donucovacími orgány.